# Abu-Zayyan III
Abu-Zayyan (III) Àhmad ibn Abi-Muhàmmad Abd-Al·lah o, més senzillament, Abu-Zayyan III fou emir de la dinastia abdalwadita de Tremissèn (Tlemcen) del 1540 al 1543 i del 1544 al 1550.
El seu pare Abu-Muhàmmad II va morir el 1540 i va deixar dos fills, Abu-Abd-Al·lah Muhàmmad i Abu-Zayyan Àhmad. El primer era el gran i l'hereu legítim i fou proclamat sultà com Abu-Abd-Al·lah VI, però el segon, que tenia el suport d'otomans, dels marabuts i de diversos xeics no va dubtar en defensar les seves pretensions amb les armes i en poc temps va enderrocar a Abu-Abd-Al·lah VI ocupant el seu lloc com Abu-Zayyan III. El deposat sultà va fugir a Orà con fou ben acollit pel governador, comte d'Alcaudete 
El 21 d'octubre de 1541 la flota espanyola manada pel mateix Carles V va arribar a Alger i els soldats van desembarcar a Cap Matifoux el dia 23. El 26 l'emperador tenia assetjada la ciutat per tots costats i els oficials estaven segurs de poder-la conquerir l'endemà; però la nit del 26 al 27 una turmenta furiosa va destruir bona part de la flota. Hasan Agha, governador interí per absència de Khayr al-Din Barba-rossa, va aprofitar la confusió per atacar els soldats de terra espanyols, que van haver d'abandonar les seves posicions; al cap d'uns dies amb el que quedava de la flota van reembarcar; pel camí encara van haver d'enfrontar un parell més de turmentes, de manera que només la meitat de la flota i soldats van tornar san i estalvis.
El sultà deposat va prometre posar-se sota vassallatge d'Espanya si era reposat al tron, i el governador d'Orà li va prometre que l'ajudaria. Carles V va donar el vistiplau a l'operació i es va mobilitzar un exèrcit per reposar al sultà al tron de Tlemcen. Mil homes de la guarnició i 400 àrabs es van posar en marxa cap a Tlemcen sota el comandament d'Alfonso de Martínez (gener de 1543); Abu-Abd-Al·lah VI havia assegurat que molts homes se li unirien pel camí però el cert és que gairebé ningú va comparèixer. Un exèrcit minvat fou doncs el que va haver d'enfrontar a l'exèrcit de Tlemcen d'Abu-Zayyan III, deu vegades superior en nombre; la batalla va tenir lloc al després conegut com a Congost de la Carn; tots els espanyols foren massacrats i els pocs que van poder fugir van portar a Orà la notícia de la derrota (gener de 1543). Quan Carles V va saber la derrota va decidir enviar un altre exèrcit que es va embarcar immediatament i en dos dies va arribar a Orà, i el 27 de gener el governador va sortir de la plaça amb aquestes forces que pujaven a 14.000 homes més 500 cavallers; va avançar fustigat per l'enemic, va travessar el riu Isser i es va presentar davant Tlemcen. Allí es va lliurar batalla, que va durar tres hores, al final de la qual els espanyols van quedar amos del camp, que estava cobert de cadàvers. Abu-Zayyan III no va voler sostenir un setge i es va retirar al desert d'Angad. Els espanyols van prometre respectar la vida i béns dels habitants i van poder entrar a Tlemcen, però els soldats no van respectar la promesa dels seus caps i van fer saquejos i matances i esclavitzant a tots els que van trobar. Abd-Al·lah VI fou restablert com a sultà. Després de 40 dies de descans les tropes espanyoles van sortir a empaitar a Abu-Zayyan III al que van trobar prop del Muluya i el van derrotar decisivament (si bé el príncep va poder fugir) però a costa de perdre molts homes; va retornar a Orà i fou fustigat per tot el camí arribant a Orà amb un exèrcit delmat i fatigat.
Abu-Zayyan III es presentava com el campió nacional musulmà contra el seu germà, titella dels cristians. Va reunir així milers de partidaris a les províncies occidentals i aviat va poder avançar cap a Tlemcen amb un exèrcit i va assetjar la ciutat, però Abu-Abd-Al·lah VI va sortir, el va enfrontar i el va derrotar. Fins i tot va perseguir a Abu-Zayyan III sense poder-lo agafar. Però quan retornava a la ciutat es va trobar les portes tancades (desembre de 1543). Abandonat pels seus partidaris, Abu-Abd-Al·lah VI es va haver de retirar amb els fidels que li van seguir fent costat cap a Orà i Abu-Zayyan III fou cridat a Tlemcen on va ser aclamat altre cop (gener de 1544).
Es va declarar vassall otomà pactant amb el beglerbegi otomà Khayr al-Din Barba-rossa o amb els seus delegats. Es diu que va encunyar moneda amb referència a Alger i que va fer la khutba en nom del sultà otomà, però no hi ha evidència històriques i potser això va passar més tard (al regnat següent). Va governar tranquil·lament fins a la seva mort el 1550. Els seus dominis eren reduïts doncs la costa entre Mostaganem i el riu Tafna estava en mans d'Espanya i la zona d'Alger fins a Ténès i a l'interior fins a Miliana i les fonts del Chelif estaven en poder directe dels otomans. El va succeir el seu germà al-Hàssan ibn Abi-Muhàmmad.